# 市川サービスエリア
市川サービスエリア（いちかわサービスエリア）は、兵庫県神崎郡市川町にある播但連絡道路のサービスエリア。

## 所在地
- 神崎郡市川町屋形

## 道路
- E95 播但連絡道路

## 施設

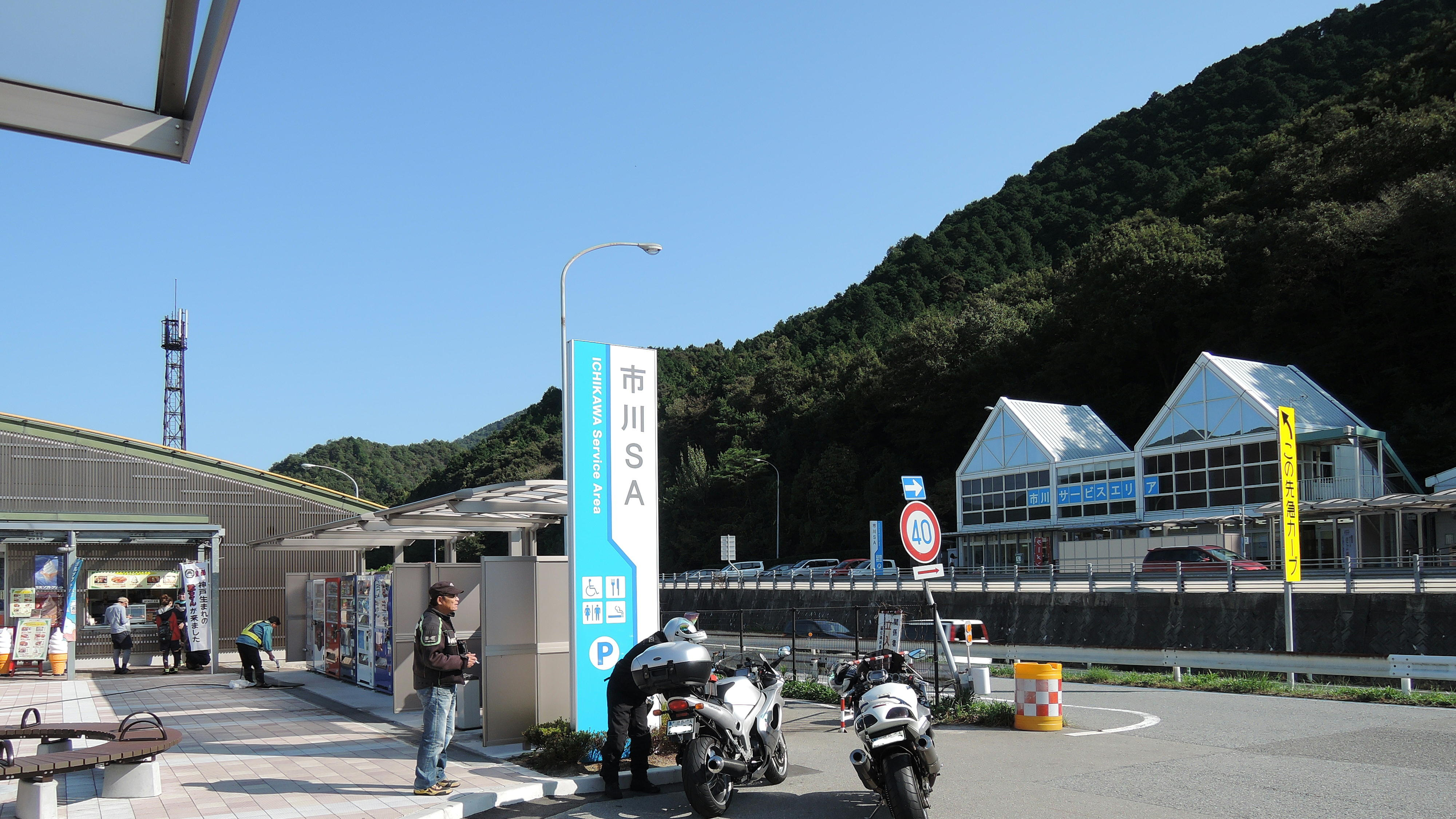
左は北行き施設、右奥は南行き施設

北行きの施設と南行きの施設は地下道で連絡されている。名前はサービスエリアとなっているがガソリンスタンドは設置されていない。店舗はまねき食品が運営している。
- 駐車場
  - 北行き：普通車47台、身障者用2台、 大型車10台
  - 南行き：普通車30台、身障者用1台、 大型車6台
- トイレ
  - 北行き：男性大3・小10、女性10、身障者用2（男女別 男性1、女性1）
  - 南行き：男性大3・小5、女性6、身障者用1（男女共用）
- 売店（北行き平日10：00～18：00、土日祝9：00～18：00、南行き平日10：00～18：00、土日祝10：00～19：00）
- レストラン（北行き平日10：00～16：00、土日祝 9：30～16：00、南行き平日10:00～17:30、土日祝9:00～18:30）
- 展望デッキ（北行き）
- 情報コーナー
- 自動販売機
- 公衆電話
- 電気自動車急速充電設備（北行き）[1]

## 隣
E95 播但連絡道路
(9) 市川南ランプ - 市川SA - (10) 市川北ランプ